# Ville-sur-Lumes
Ville-sur-Lumes è un comune francese di 500 abitanti situato nel dipartimento delle Ardenne nella regione del Grand Est.

## Società

### Evoluzione demografica
Abitanti censiti